# Veclov (Svojetín)
Veclov je vesnice a část obce Svojetín v okrese Rakovník ve Středočeském kraji.

## Název
Název se vyvíjel od varianty Weczla (1352), Weczlaw (1384) po Weczlow (1405). Pojmenování pochází z osobního jména Wezel, což byl lovec českého vévody.

## Historie
První písemná zmínka o Veclově pochází z roku 1352.
Ve vsi byly v roce 1932 evidovány tyto živnosti a obchody: Elektrizitätsgenossenschaft für die Gemeinde Wetzlau, 2 hostince, obchod se smíšeným zbožím, 8 rolníků, kovář, obuvník, trafika.

## Přírodní poměry
Veclov leží v okrese Rakovník, Středočeský kraj. Nachází se čtyři kilometry jižně od Svojetína, 5,5 kilometru severně od Kněževsi a šest kilometrů severovýchodně od Hořesedel. Nejvyšší bod, Cikán (437 metrů), leží jižně od Veclova. Severně od vsi pramení bezejmenný tok, který se posléze vlévá do Černockého potoka. Jihovýchodně pak teče Novodvorský potok.

## Obyvatelstvo
Podle sčítání lidu 1930 zde žilo v 51 domech 244 obyvatel. 63 obyvatel se hlásilo k československé národnosti a 180 k německé. Žilo zde 220 římských katolíků a 19 příslušníků Církve československé husitské.
| Rok            | 1869 | 1880 | 1890 | 1900 | 1910 | 1921 | 1930 | 1950 | 1961 | 1970 | 1980 | 1991 | 2001 | 2011 | 2021 |
| -------------- | ---- | ---- | ---- | ---- | ---- | ---- | ---- | ---- | ---- | ---- | ---- | ---- | ---- | ---- | ---- |
| Počet obyvatel | 156  | 180  | 184  | 208  | 219  | 227  | 244  | 104  | 95   | 74   | 62   | 30   | 31   | 85   | 62   |
| Počet domů     | 20   | 26   | 29   | 33   | 43   | 46   | 51   | 51   | 51   | 24   | 21   | 33   | 38   | 41   | 40   |

## Obecní správa
Při sčítání lidu v letech 1850–1879 Veclov byl osadou obce Svojetín v okrese Rakovník. V letech 1880–1960 byl samostatnou obcí v okrese Rakovník. Od 12. června 1960 je opět částí obce Svojetín v okrese Rakovník.

## Hospodářství a doprava
Veclovem prochází silnice III. třídy č. 2277. Dopravní obslužnost zajišťuje dopravci ANEXIA. Autobusy jezdí ve směrech Rakovník, Kounov, Svojetín, Nové Strašecí a Mutějovice.

## Pamětihodnosti
- Kostel Všech svatých na návsi

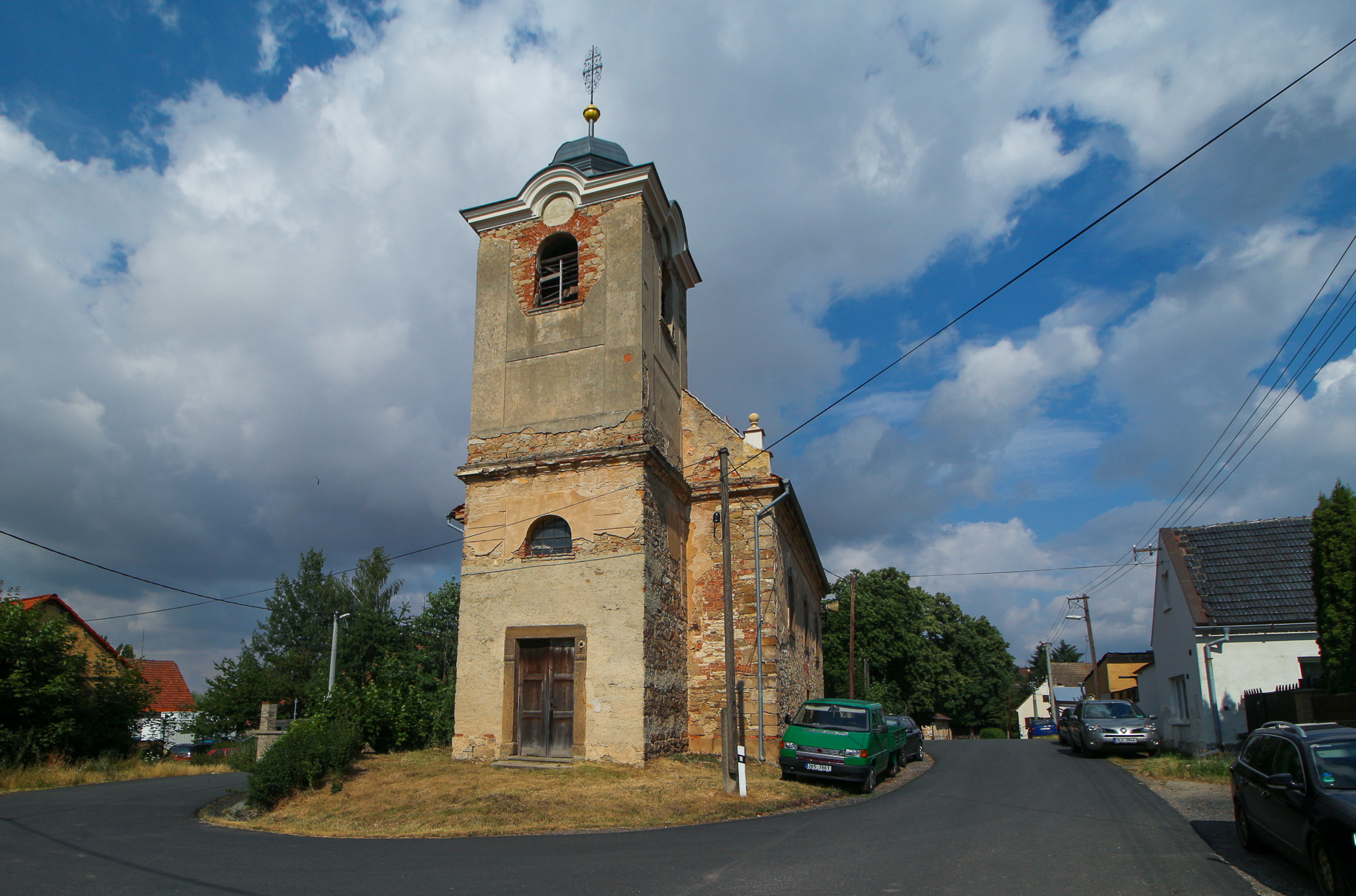
Kostel Všech svatých

- Socha Panny Marie s Jezulátkem na návsi